# Сумка-термос

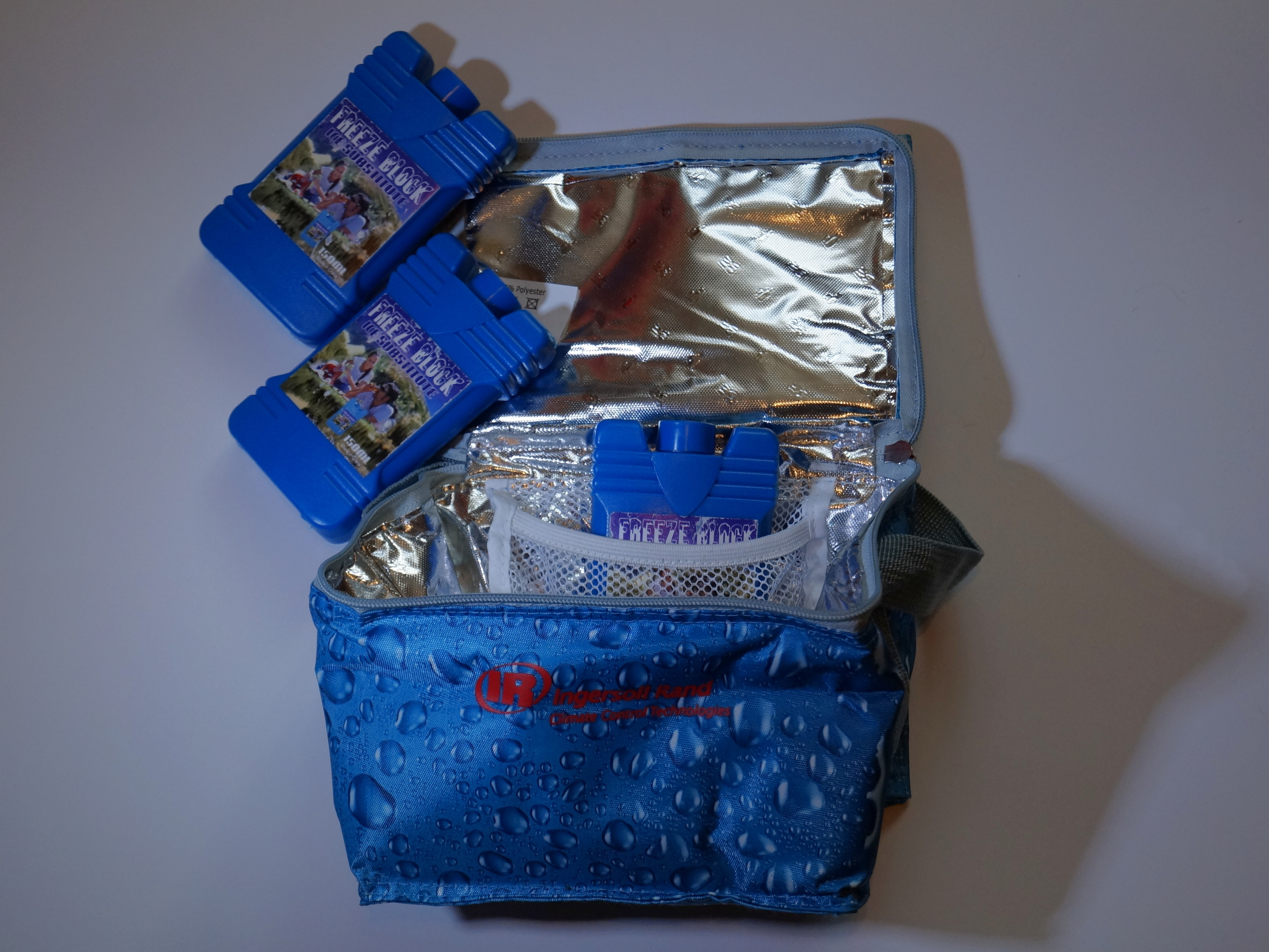
Термосумка з пакетами з льодом

Сумка-термос (термосумка, ізотермічна сумка, сумка-холодильник) — спеціальний вид сумок для тривалого збереження більш низької температури продуктів харчування (напоїв або страв), порівняно з температурою довкілля. Виготовляються з використанням теплоізоляційних матеріалів.

## Сумка-холодильник
Існують сумки — холодильники, які крім теплоізоляційного матеріалу, що сприяє тривалому збереженню низької температури в продуктовій ємності, здатні автономно охолоджувати або нагрівати свій внутрішній простір, по суті будучи портативним термоелектричним холодильником, принцип дії якого базується на ефекті Пельтьє. Використання елементів Пельтьє вигідно відрізняється відсутністю рухомих частин, газів і рідин. Однак низький ККД технології вкрай обмежує час роботи від акумуляторних батарей. Для підзарядки переважної частини сумок-холодильників достатньо 12 В, завдяки чому це можна робити від розетки прикурювача легкового автомобіля. До даної категорії можна також віднести частину сегмента автомобільних холодильників.